# Heidelbeer-Grünspanner
Der Heidelbeer-Grünspanner (Jodis putata), zuweilen auch Blassgrüner Heidelbeerspanner genannt, ist ein Schmetterling (Nachtfalter) aus der Familie der Spanner (Geometridae).

## Merkmale

### Falter
Die Flügelspannweite beträgt 17 bis 21 Millimeter. Bei frisch geschlüpften Faltern sind sämtliche Flügeloberseiten zart grün bis blass bläulich grün gefärbt. Die grünen Farbelemente können mit zunehmender Lebensdauer verblassen und nehmen dann gelbliche bis weißliche Tönungen an. Die weißen Querlinien auf den Vorderflügeln sind deutlich gezackt und setzen sich auf den Hinterflügeln fort. Am Analwinkel ist eine kleine Spitze zu erkennen. Während die Fühler der Männchen bis kurz vor die Spitze beidseitig gekämmt sind, sind diejenigen der Weibchen fadenförmig.

### Raupe
Erwachsene Raupen sind sehr schlank und grünlich gefärbt. Sie zeigen auf dem Rücken einige große rotbraune Flecke. Der mit zwei kräftigen Spitzen versehene Kopf ist braun umrandet.

### Puppe
Die Stürzpuppe ist lang gestreckt und hat eine grüne Farbe. Der Kremaster ist hellbraun.

### Ähnliche Arten
Der Laubwald-Grünspanner (Jodis lactearia) unterscheidet sich durch die nahezu gerade verlaufenden weißen Querlinien auf den Flügeloberseiten.

## Verbreitung und Vorkommen
Die Verbreitung der Art erstreckt sich durch weite Teile Mittel- und Nordeuropas (mit Ausnahme der Britischen Inseln, der Iberischen Halbinsel und der Balkanhalbinsel) sowie weiter östlich durch Sibirien bis nach Korea und Japan. Die nördlichste Verbreitung erreicht den Polarkreis. In den Südalpen steigt sie bis auf 1600 Meter. Sie ist überwiegend in feuchten Wäldern und auf Mooren zu finden.

## Lebensweise
Die Falter fliegen univoltin hauptsächlich in den Monaten Mai und Juni. Sie sind tag-, dämmerungs- und nachtaktiv, besuchen zuweilen die Blüten von Faulbaum (Frangula alnus) und fliegen auch künstliche Lichtquellen an. Zuweilen wurden Falter bei der Aufnahme von Flüssigkeit an Wasserstellen beobachtet. Die Raupen ernähren sich fast ausschließlich von den Blättern der Heidelbeere (Vaccinium myrtillus). Die Puppe überwintert angeheftet an Zweigen der Nahrungspflanze.

## Gefährdung
Der Heidelbeer-Grünspanner kommt in Deutschland in unterschiedlicher Anzahl vor, ist jedoch gebietsweise selten und wird in einigen Bundesländern in der Roten Liste gefährdeter Arten auf der Vorwarnliste geführt.